# Cheick Diabaté
Cheick Tidiane Diabaté (Bamako, 25 aprile 1988) è un calciatore maliano, attaccante svincolato.

## Caratteristiche tecniche
Tipico centravanti di sfondamento, si fa apprezzare soprattutto per la combattività in area di rigore. Usa il destro, il controllo di palla è approssimativo ma ha un buon tiro al volo, dialoga bene con i compagni e segna di testa la maggior parte dei gol. Pur essendo scoordinato nei movimenti, mette la palla in rete con buona frequenza. Il suo fisico dirompente si è talvolta rivelato fragile e l'allenatore Philippe Hinschberger, che l'ha avuto al Metz, ha affermato che deve imparare a gestire le sue risorse fisiche. È dotato di particolare intelligenza calcistica, esercita grande pressione sulle difese avversarie e ha un ottimo rapporto con i compagni di squadra per il suo comportamento esemplare.

## Carriera

### Club

#### Inizio carriera in Francia
Cresciuto nelle giovanili del Salif Keita in Mali e del Bordeaux in Francia, viene dato in prestito in Ligue 2 nel 2008-2009 all'Ajaccio, dove debutta nel calcio professionistico siglando 14 reti in 30 partite, finendo 4º nella classifica dei marcatori. Nel 2009-2010 passa, sempre in prestito, al Nancy in Ligue 1, dove gioca solo 2 partite senza segnare alcun gol. A fine stagione rientra al Bordeaux, diventando un titolare fisso. Nei 6 campionati disputati con i girondini mette a segno 51 reti in 128 incontri.

#### Osmanlıspor e Metz
Nell'estate 2016 viene acquistato dal club turco dell'Osmanlıspor, con cui non segna alcuna rete negli 8 incontri disputati fino a gennaio, quando viene girato in prestito al Metz. Con il ritorno in Francia ritrova la via del gol, segnandone 8 in 14 presenze nella seconda parte della stagione 2016-2017. A fine campionato torna in Turchia e all'inizio della nuova stagione gioca una sola partita senza segnare.

#### Benevento
Nel gennaio 2018 l'Osmanlıspor lo cede in prestito al Benevento. Il giocatore maliano segna la sua prima (decisiva) rete in Serie A il 18 febbraio nel match salvezza giocato allo stadio Ciro Vigorito contro il Crotone, vinto 3-2 dai sanniti nella loro stagione di esordio in Serie A. Il 4 aprile seguente realizza la sua prima doppietta nella massima serie italiana nella vittoria interna per 3-0 sul Verona, al debutto da titolare. Si ripete tre giorni dopo, con un'altra doppietta segnata nella partita persa 2-4 contro la Juventus, che gli consente di raggiungere i 100 gol in carriera. La settimana successiva realizza la terza doppietta consecutiva nel 2-2 in casa del Sassuolo, che sancisce il primo punto in trasferta dei sanniti. Chiude l'ottimo periodo col Benevento con 11 presenze e 8 reti, divenendo il marcatore più prolifico della storia della squadra in Serie A. A fini statistici risulta il giocatore con la miglior media-gol (0.73) di tutta la Serie A nel decennio 2010-2019, facendo meglio di attaccanti del calibro di Lukaku (0.71), Cavani (0.71), Cristiano Ronaldo e Ibrahimović (0.69).

#### Emirates
Il 18 settembre 2018, l'Osmanlıspor lo rigira in prestito, stavolta negli Emirati Arabi Uniti, all'Emirates, dove darà il meglio di sè: in 19 partite disputate riuscirà a timbrare per ben 10 volte.

#### Esteghlal
Il 9 luglio 2019, al termine del prestito, risolve il suo contratto con l'Osmanlıspor, venendo acquistato a costo zero dall'Esteghlal, club della massima divisione iraniana. In 3 anni di Iran, collezionerà 40 presenze, riuscendo a segnare 25 reti.

#### Al-Gharafa
Il 16 settembre 2021, dopo la fine del contratto, sarà acquistato gratuitamente dall'Al-Gharafa, uno dei club più celebri del campionato del Qatar. Anche qui, continuerà a timbrare inesorabile: 11 volte in 16 presenze all'attivo.

#### Persepolis
Il 2 settembre 2022, tornerà in Iran, firmando a costo zero per il Persepolis. Verso la metà di settembre, il giocatore subirà un infortunio al piede durante una sessione di allenamento, che lo terrà fermo per circa due mesi. L'8 febbraio 2023 segnerà una doppietta nella gara vinta contro il Sanat Naft Abadan. Tuttavia, il 29 aprile 2023 la società del club iraniano ha annunciato che il giocatore maliano non sarebbe rimasto al club per la prossima stagione, date anche le sue prestazioni non convincenti causate principalmente dallo stop avvenuto a settembre.

### Nazionale
Dal 2005 fa parte della nazionale maliana di calcio con cui ha all'attivo 39 presenze e 15 gol, vincendo il titolo di capocannoniere della Coppa d'Africa 2012 e ottenendo due bronzi nel 2012 e 2013 nella competizione continentale.

## Statistiche

### Presenze e reti nei club
Statistiche aggiornate al 31 marzo 2023.
| Stagione           | Squadra            | Campionato         | Campionato | Campionato | Coppe nazionali | Coppe nazionali | Coppe nazionali | Coppe continentali | Coppe continentali | Coppe continentali | Altre coppe | Altre coppe | Altre coppe | Totale | Totale |
| Stagione           | Squadra            | Comp               | Pres       | Reti       | Comp            | Pres            | Reti            | Comp               | Pres               | Reti               | Comp        | Pres        | Reti        | Pres   | Reti   |
| ------------------ | ------------------ | ------------------ | ---------- | ---------- | --------------- | --------------- | --------------- | ------------------ | ------------------ | ------------------ | ----------- | ----------- | ----------- | ------ | ------ |
| 2008–2009          | Ajaccio            | L2                 | 30         | 14         | CF+CdL          | 1+0             | 0               | -                  | -                  | -                  | -           | -           | -           | 31     | 14     |
| 2009–2010          | Nancy              | L1                 | 2          | 0          | CF+CdL          | 0+1             | 0               | -                  | -                  | -                  | -           | -           | -           | 3      | 0      |
| 2010-2011          | Bordeaux           | L1                 | 16         | 4          | CF+CdL          | 2+0             | 2+0             | -                  | -                  | -                  | -           | -           | -           | 18     | 6      |
| 2011-2012          | Bordeaux           | L1                 | 26         | 8          | CF+CdL          | 0+0             | 0               | -                  | -                  | -                  | -           | -           | -           | 26     | 8      |
| 2012-2013          | Bordeaux           | L1                 | 23         | 8          | CF+CdL          | 4+0             | 6+0             | UEL                | 8                  | 4                  | -           | -           | -           | 35     | 18     |
| 2013-2014          | Bordeaux           | L1                 | 25         | 12         | CF+CdL          | 0+1             | 0               | UEL                | 2                  | 0                  | SF          | 0           | 0           | 28     | 12     |
| 2014-2015          | Bordeaux           | L1                 | 15         | 8          | CF+CdL          | 0+2             | 0+1             | -                  | -                  | -                  | -           | -           | -           | 17     | 9      |
| 2015-2016          | Bordeaux           | L1                 | 22         | 10         | CF+CdL          | 1+1             | 2+0             | UEL                | 4                  | 1                  | -           | -           | -           | 28     | 13     |
| Totale Bordeaux    | Totale Bordeaux    | Totale Bordeaux    | 127        | 50         |                 | 11              | 11              |                    | 14                 | 5                  |             | 0           | 0           | 152    | 66     |
| nov. 2015          | Bordeaux 2         | CFA                | 1          | 1          | -               | -               | -               | -                  | -                  | -                  | -           | -           | -           | 1      | 1      |
| 2016-gen. 2017     | Ankaraspor         | SL                 | 8          | 0          | TK              | 3               | 5               | UEL                | 5                  | 1                  | -           | -           | -           | 16     | 6      |
| gen.-giu. 2017     | Metz               | L1                 | 14         | 8          | CF+CdL          | -               | -               | -                  | -                  | -                  | -           | -           | -           | 14     | 8      |
| 2017-gen. 2018     | Ankaraspor         | SL                 | 0          | 0          | TK              | -               | -               | -                  | -                  | -                  | -           | -           | -           | 0      | 0      |
| Totale Osmanlispor | Totale Osmanlispor | Totale Osmanlispor | 8          | 0          |                 | 3               | 5               |                    | 5                  | 1                  |             | -           | -           | 16     | 6      |
| gen.-giu. 2018     | Benevento          | A                  | 11         | 8          | CI              | -               | -               | -                  | -                  | -                  | -           | -           | -           | 11     | 8      |
| 2018-2019          | Emirates Club      | PL                 | 19         | 10         | AGC             | 3               | 4               |                    | -                  | -                  |             | -           | -           | 22     | 14     |
| 2019-2020          | Esteghlal          | PPL                | 21         | 15         | CI              | 2               | 0               | ACL                | 5                  | 4                  | -           | -           | -           | 28     | 19     |
| 2020-2021          | Esteghlal          | PPL                | 12         | 2          | CI              | 1               | 1               | ACL                | 6                  | 5                  | -           | -           | -           | 19     | 8      |
| Totale Esteghlal   | Totale Esteghlal   | Totale Esteghlal   | 33         | 17         |                 | 3               | 1               |                    | 11                 | 9                  |             | -           | -           | 47     | 27     |
| 2021-2022          | Al-Gharafa         | QSL                | 16         | 11         | QSC+EQC         | 6+4             | 5+2             | ACL                | 2                  | 1                  | -           | -           | -           | 28     | 19     |
| 2022-2023          | Persepolis         | PPL                | 9          | 3          | CI              | 0               | 0               | -                  | -                  | -                  | -           | -           | -           | 9      | 3      |
| Totale carriera    | Totale carriera    | Totale carriera    | 270        | 122        |                 | 30              | 28              |                    | 32                 | 16                 |             | 0           | 0           | 332    | 166    |

### Cronologia presenze e reti in nazionale
| Cronologia completa delle presenze e delle reti in nazionale ― Mali | Cronologia completa delle presenze e delle reti in nazionale ― Mali | Cronologia completa delle presenze e delle reti in nazionale ― Mali | Cronologia completa delle presenze e delle reti in nazionale ― Mali | Cronologia completa delle presenze e delle reti in nazionale ― Mali | Cronologia completa delle presenze e delle reti in nazionale ― Mali | Cronologia completa delle presenze e delle reti in nazionale ― Mali | Cronologia completa delle presenze e delle reti in nazionale ― Mali |
| Data                                                                | Città                                                               | In casa                                                             | Risultato                                                           | Ospiti                                                              | Competizione                                                        | Reti                                                                | Note                                                                |
| ------------------------------------------------------------------- | ------------------------------------------------------------------- | ------------------------------------------------------------------- | ------------------------------------------------------------------- | ------------------------------------------------------------------- | ------------------------------------------------------------------- | ------------------------------------------------------------------- | ------------------------------------------------------------------- |
| 5-6-2005                                                            | Ségou                                                               | Mali                                                                | 4 – 1                                                               | Liberia                                                             | Qual. Mondiali 2006                                                 | -                                                                   | 86’                                                                 |
| 12-6-2005                                                           | Arles                                                               | Algeria                                                             | 0 – 3                                                               | Mali                                                                | Amichevole                                                          | -                                                                   |                                                                     |
| 18-6-2005                                                           | Chililabombwe                                                       | Zambia                                                              | 2 – 1                                                               | Mali                                                                | Qual. Mondiali 2006                                                 | -                                                                   | 87’                                                                 |
| 28-5-2006                                                           | Casablanca                                                          | Marocco                                                             | 0 – 1                                                               | Mali                                                                | Amichevole                                                          | -                                                                   |                                                                     |
| 7-9-2008                                                            | Brazzaville                                                         | Rep. del Congo                                                      | 1 – 0                                                               | Mali                                                                | Qual. Mondiali 2010                                                 | -                                                                   | 72’                                                                 |
| 11-10-2008                                                          | Bamako                                                              | Mali                                                                | 2 – 1                                                               | Ciad                                                                | Qual. Mondiali 2010                                                 | -                                                                   | 67’                                                                 |
| 18-11-2008                                                          | Rouen                                                               | Algeria                                                             | 1 – 1                                                               | Mali                                                                | Amichevole                                                          | 1                                                                   | 68’                                                                 |
| 8-2-2011                                                            | Valencia                                                            | Costa d'Avorio                                                      | 1 – 0                                                               | Mali                                                                | Amichevole                                                          | -                                                                   | 46’ 79’                                                             |
| 26-3-2011                                                           | Bamako                                                              | Mali                                                                | 1 – 0                                                               | Zimbabwe                                                            | Qual. Coppa d'Africa 2012                                           | 1                                                                   |                                                                     |
| 5-6-2011                                                            | Harare                                                              | Zimbabwe                                                            | 2 – 1                                                               | Mali                                                                | Qual. Coppa d'Africa 2012                                           | -                                                                   | 76’                                                                 |
| 10-8-2011                                                           | Monastir                                                            | Tunisia                                                             | 4 – 2                                                               | Mali                                                                | Amichevole                                                          | 1                                                                   |                                                                     |
| 3-9-2011                                                            | Bamako                                                              | Mali                                                                | 3 – 0                                                               | Capo Verde                                                          | Qual. Coppa d'Africa 2012                                           | 2                                                                   |                                                                     |
| 8-10-2011                                                           | Paynesville                                                         | Liberia                                                             | 2 – 2                                                               | Mali                                                                | Qual. Coppa d'Africa 2012                                           | 1                                                                   |                                                                     |
| 24-1-2012                                                           | Franceville                                                         | Mali                                                                | 1 – 0                                                               | Guinea                                                              | Coppa d'Africa 2012 - 1º turno                                      | -                                                                   | 63’                                                                 |
| 28-1-2012                                                           | Franceville                                                         | Ghana                                                               | 2 – 0                                                               | Mali                                                                | Coppa d'Africa 2012 - 1º turno                                      | -                                                                   | 65’                                                                 |
| 1-2-2012                                                            | Libreville                                                          | Mali                                                                | 2 – 1                                                               | Botswana                                                            | Coppa d'Africa 2012 - 1º turno                                      | -                                                                   | 74’                                                                 |
| 5-2-2012                                                            | Libreville                                                          | Gabon                                                               | 1 – 1 dts (4 – 5 dtr)                                               | Mali                                                                | Coppa d'Africa 2012 - Quarti di finale                              | 1                                                                   | 76’                                                                 |
| 8-2-2012                                                            | Libreville                                                          | Costa d'Avorio                                                      | 1 – 0                                                               | Mali                                                                | Coppa d'Africa 2012 - Semifinale                                    | -                                                                   |                                                                     |
| 11-2-2012                                                           | Malabo                                                              | Mali                                                                | 2 – 0                                                               | Ghana                                                               | Coppa d'Africa 2012 - 3º posto                                      | 2                                                                   |                                                                     |
| 3-6-2012                                                            | Cotonou                                                             | Benin                                                               | 1 – 0                                                               | Mali                                                                | Qual. Mondiali 2014                                                 | -                                                                   |                                                                     |
| 10-6-2012                                                           | Ouagadougou                                                         | Mali                                                                | 2 – 1                                                               | Algeria                                                             | Qual. Mondiali 2014                                                 | -                                                                   | 68’ 84’                                                             |
| 8-9-2012                                                            | Bamako                                                              | Mali                                                                | 3 – 0                                                               | Botswana                                                            | Qual. Coppa d'Africa 2013                                           | 1                                                                   |                                                                     |
| 13-10-2012                                                          | lobatse                                                             | Botswana                                                            | 1 – 4                                                               | Mali                                                                | Qual. Coppa d'Africa 2013                                           | 1                                                                   | 83’                                                                 |
| 20-1-2013                                                           | Port Elizabeth                                                      | Mali                                                                | 1 – 0                                                               | Niger                                                               | Coppa d'Africa 2013 - 1º turno                                      | -                                                                   |                                                                     |
| 24-1-2013                                                           | Port Elizabeth                                                      | Ghana                                                               | 1 – 0                                                               | Mali                                                                | Coppa d'Africa 2013 - 1º turno                                      | -                                                                   |                                                                     |
| 28-1-2013                                                           | Durban                                                              | RD del Congo                                                        | 1 – 1                                                               | Mali                                                                | Coppa d'Africa 2013 - 1º turno                                      | -                                                                   | 78’                                                                 |
| 2-2-2013                                                            | Durban                                                              | Sudafrica                                                           | 1 – 1 dts (1 – 3 dtr)                                               | Mali                                                                | Coppa d'Africa 2013 - Quarti di finale                              | -                                                                   | 88’                                                                 |
| 6-2-2013                                                            | Durban                                                              | Nigeria                                                             | 4 – 0                                                               | Mali                                                                | Coppa d'Africa 2013 - Semifinale                                    | -                                                                   | 56’                                                                 |
| 9-2-2013                                                            | Port Elizabeth                                                      | Mali                                                                | 3 – 1                                                               | Ghana                                                               | Coppa d'Africa 2013 - Finale 3º posto                               | -                                                                   |                                                                     |
| 16-6-2013                                                           | Bamako                                                              | Mali                                                                | 2 – 2                                                               | Benin                                                               | Qual. Mondiali 2014                                                 | 1                                                                   | 26’                                                                 |
| 5-3-2014                                                            | Dakar                                                               | Senegal                                                             | 1 – 1                                                               | Mali                                                                | Amichevole                                                          | 1                                                                   | 46’                                                                 |
| 7-9-2014                                                            | Bamako                                                              | Mali                                                                | 2 – 0                                                               | Malawi                                                              | Qual. Coppa d'Africa 2015                                           | 1                                                                   | 90+5’                                                               |
| 10-9-2014                                                           | Algeri                                                              | Algeria                                                             | 1 – 0                                                               | Mali                                                                | Qual. Coppa d'Africa 2015                                           | -                                                                   | 90+1’                                                               |
| 15-11-2014                                                          | Blantyre                                                            | Malawi                                                              | 2 – 0                                                               | Mali                                                                | Qual. Coppa d'Africa 2015                                           | -                                                                   | 62’                                                                 |
| 14-11-2015                                                          | Francistown                                                         | Botswana                                                            | 2 – 1                                                               | Mali                                                                | Qual. Mondiali 2018                                                 | -                                                                   | 68’                                                                 |
| 17-11-2015                                                          | Bamako                                                              | Mali                                                                | 2 – 0                                                               | Botswana                                                            | Amichevole                                                          | 1                                                                   | 85’                                                                 |
| 25-3-2016                                                           | Bamako                                                              | Mali                                                                | 1 – 0                                                               | Guinea Equatoriale                                                  | Qual. Coppa d'Africa 2017                                           | -                                                                   |                                                                     |
| 28-3-2016                                                           | Malabo                                                              | Guinea Equatoriale                                                  | 0 – 1                                                               | Mali                                                                | Qual. Coppa d'Africa 2017                                           | -                                                                   | 35’ 74’                                                             |
| Totale                                                              |                                                                     | Presenze                                                            | 38                                                                  |                                                                     | Reti (4º posto)                                                     | 15                                                                  |                                                                     |

## Palmarès

### Club
- Coppa di Francia: 1

Bordeaux: 2012-2013

### Individuale
- Capocannoniere della Coppa d'Africa: 1

Gabon-Guinea Eq. 2012 (3 reti)
- Capocannoniere della Coppa di Francia: 1

2012-2013 (6 reti)